# Kościół św. Rocha w Tułowicach
Kościół św. Rocha – rzymskokatolicki kościół parafialny w Tułowicach. Świątynia należy do parafii św. Rocha w Tułowicach w dekanacie Niemodlin, diecezji opolskiej.

## Historia kościoła

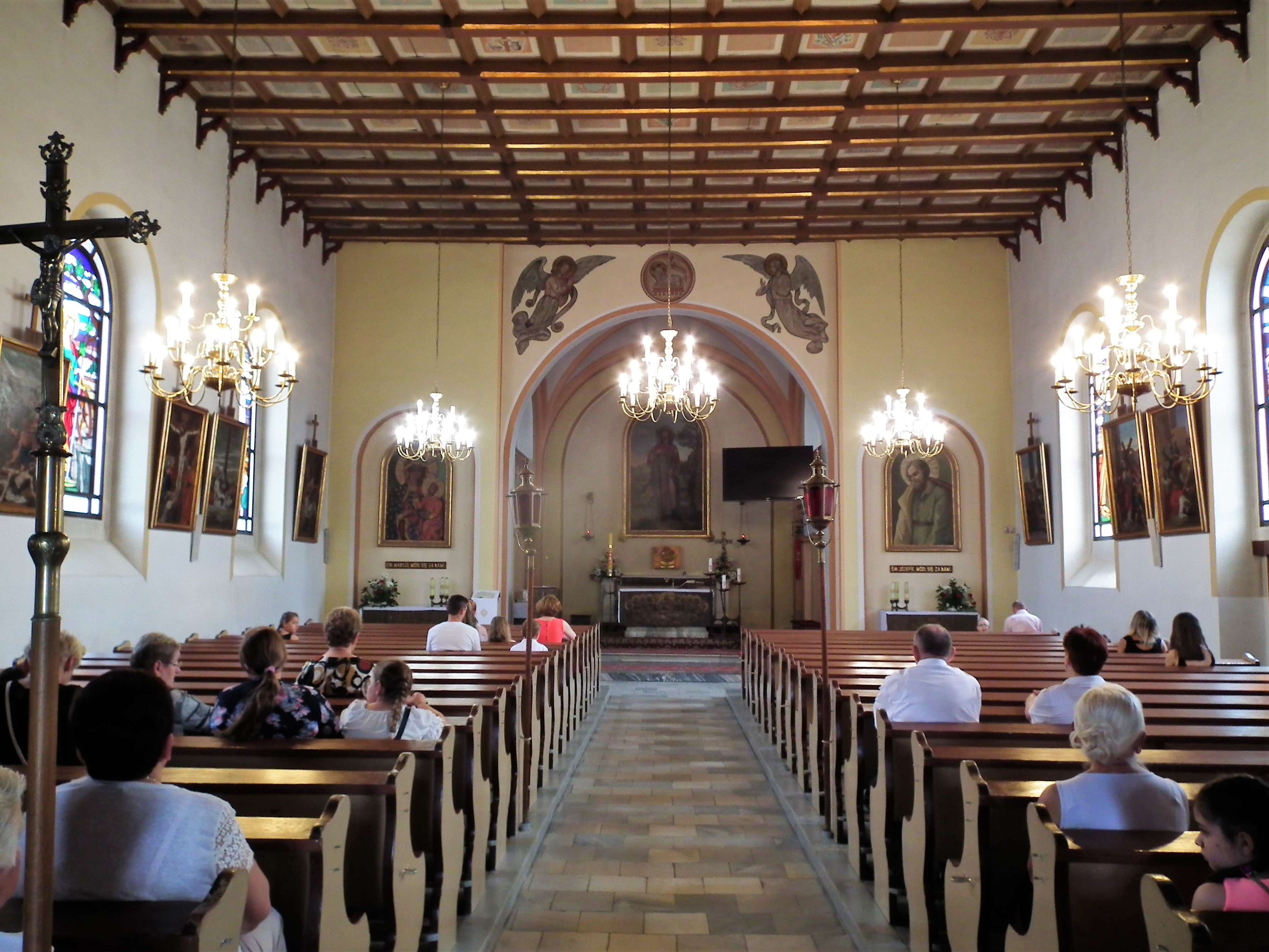
Wnętrze z ołtarzem

Po raz pierwszy kościół w Tułowicach wymieniony jest w rejestrze świętopietrza z 1447 roku, wówczas jako parafia św. Katarzyny w Tułowicach. W okresie reformacji Tułowice należały do parafii św. Jadwigi Śląskiej w Prądach, a od XVII wieku znowu w tej miejscowości zaczyna funkcjonować parafia rzymsko – katolicka z własnym proboszczem.
Pierwotny kościół był drewniany. W czasie częstych wojen uległ zniszczeniu. Z kroniki hrabiów Frankenbergów możemy wyczytać: „Wybudowałem nowy kościół w Tułowicach. Stary, pw. św. Katarzyny znajdujący w innym miejscu wioski, był tak rozsypujący się, że od lat nabożeństwa były odprawiane w zamkowej kaplicy...” (wiek XVIII).
Obecny kościół parafialny wybudowano w latach 1829-1840 w neoklasycystycznym stylu bazylikowym. Wygląd kościoła z opisu w kronice hrabiego: „Ołtarz trzy skrzydłowy, Najświętsza Maryja z Dzieciątkiem Jezus w niebiańskiej chwale - na głównym ołtarzu, św. Jadwiga i św. Roch, który jest patronem kościoła - jako ołtarze boczne. Ołtarz rzeźbiony w stylu romańskim i ambona dębowa, prezbiterium zostało zaślepione, drewniany sufit nowy z pomalowanymi konsolami, wejście główne wyłożone marmurowymi płytkami.”
Przy murze kościoła parafialnego znajduje się płyta nagrobna zmarłego w 1598 roku Heinricha von Dreske, ukazująca postać brodatego rycerza w zbroi. Jest ona jednym z nielicznych śladów po dawnych właścicielach tej ziemi.

## Organy
Organy prawdopodobnie wybudował Carl Berschdorf pod koniec lat 20, albo na początku lat 30. XX wieku. Dmuchawa jest umiejscowiona w wieży. Prospekt jest symetryczny i wyeksponowanych jest w nim 40 piszczałek.
Dyspozycja instrumentu:
| Manuał I              | Manuał II                | Pedał           |
| --------------------- | ------------------------ | --------------- |
| 1. Bordun 16'         | 1. Geigen - principal 8' | 1. Subbas 16'   |
| 2. Principal 8'       | 2. Salicet 8'            | 2. Cello 8'     |
| 3. Gamba 8'           | 3. Gedeckt 8'            | 3. Flautbass 8' |
| 4. Portunal 8'        | 4. Flaut - traverso 4'   |                 |
| 5. Octave 4'          |                          |                 |
| 6. Mixtur 2 u. 3 fach |                          |                 |